# 阿尔坎杰洛·皮内利
阿尔坎杰洛·皮内利（義大利語：Arcangelo Pinelli，1944年3月20日—），意大利前男子击剑运动员。他曾代表意大利参加1964年、1968年和1972年夏季奥林匹克运动会击剑比赛，均未能获得奖牌。